# Bézaudun-les-Alpes
Bézaudun-les-Alpes (Besalduno in italiano desueto) è un comune francese di 187 abitanti situato nel dipartimento delle Alpi Marittime della regione della Provenza-Alpi-Costa Azzurra.

## Società

### Evoluzione demografica
Abitanti censiti